# Devenir qui j'étais
Pour plus de détails, voir Fiche technique et Distribution.
Devenir qui j'étais (Becoming Who I Was) est un documentaire sud-coréen réalisé par Moon Chang-Yong et Jin Jeon, produit par Sonamu Films & Prosum, sorti en 2016.
Ce documentaire a été tourné au Ladakh en tibétain et en ladakhi. Son tournage a duré 8 ans, durant lesquels les deux réalisateurs ont suivi les deux héros.
Le budget du film est de 387 200 $.

## Synopsis
Padma Angdu n'est pas un enfant ordinaire : il est la réincarnation d'un grand maître tibétain, un Rinpoché. Il doit maintenant apprendre auprès de moines bouddhistes à transmettre la sagesse de son incarnation passée. Un docteur en médecine traditionnelle tibétaine, moine bouddhiste, le prend sous son aile pour lui permettre de grandir dans son village des montagnes du nord de l'Inde, au Ladakh. Mais il n'a pas les compétences requises pour former un Grand Maître. Et la région de Kham, où officiait le Grand Maître dont Angdu est la réincarnation, est loin de leur village, et de l'autre coté de la frontière chinoise, au Tibet… Malgré les dangers, Angdu et le médecin décident de rejoindre à pied le monastère de Kham, où Angdu pourra devenir Grand Maître.

## Fiche technique
- Titre : Devenir qui j'étais
- Titre original : Becoming Who I Was
- Réalisation : Moon Chang-yong, Jeon Jin
- Musique : Seo Jung-li
- Photographie : Moon Chang-yong et Jeon Jin
- Montage : Moon Chang-yong et Jeon Jin
- Production : Moon Chang-yong et Jeon Jin
- Société de production : Sonamu Pictures
- Pays :  Corée du Sud
- Genre : Documentaire
- Durée : 95 minutes
- Dates de sortie : 
  -  Allemagne : 15 février 2017 (Berlinale)

## Distinctions
Ce film a reçu de nombreuses récompenses, dans le monde entier.
Le film a été présenté à la Berlinale 2017 dans la section Generation Kplus et a reçu le Grand prix ex æquo. Il a également été présenté au Festival international du film de Bergen, au Festival du film de Zurich dans la section Internationale, au Minneapolis-Saint Paul International Film Festival où il a reçu une mention spéciale, au Moscow International Documentary Film Festival où il a reçu le prix du jury, au Phoenix Film Festival où il a reçu le Copper Wing Award et le Dr Sydney K Shapiro Humanitarian Award et au Festival international du film de Seattle où il a reçu le Prix du meilleur documentaire.